# 三村遙佳
三村 遙佳（みむら はるか、1994年10月27日 - ）は、日本の女優、声優、タレント、グラビアアイドル。北海道出身。フリーランス。

## 略歴
2018年6月より出身地の北海道から上京し、舞台への出演を開始。それ以前はCMや広告に出演し、観光地モデルや劇場型アイドルとしても活躍した。演技に興味はあったものの、北海道にいた頃は経験がなかったという。アイドルの友人が出演したアリスインプロジェクトの札幌市での舞台公演を鑑賞したことがあり、アイドルは歌や踊りだけでなく演じるというのも素敵だと思ったという。また、後に声優、タレントとしての活動も開始。
2023年5月31日をもってエースクルー・エンタテインメントを退所し、フリーランスとなった。

## 人物
特技としてピアノとフルート、趣味として歌をそれぞれ挙げている。珠算検定3級を持つ。

## 出演
太字はメインキャラクター。

### テレビアニメ
2019年
- バミューダトライアングル 〜カラフル・パストラーレ〜（アカペ）

2020年
- りばあす（駒形豊）
- D4DJ（2020年 - 2023年、大鳴門むに） - 2シリーズ+特別編
- ぷっちみく♪ D4DJ Petit Mix（大鳴門むに）

2024年
- とーがね!クロニクル

### Webアニメ
- アサルトリリィ ふるーつ（2021年、初鹿野瑤[9]）
- 『D4DJ』ミニアニメ（2023年 - 、大鳴門むに）

### ゲーム
2020年
- D4DJ Groovy Mix（大鳴門むに）

2021年
- アサルトリリィ Last Bullet（初鹿野瑤）

2024年
- メタ娘〜ROCKLOCKGIRLS〜 (赤城もも)

### パチンコ・パチスロ
- L D4DJ Pachi-Slot Mix（2024年、大鳴門むに[12]）

### ドラマCD
- Happy Around! 5th LIVE Happy×2 Around! Specialドラマ後編（大鳴門むに）[13]）

### ボイスドラマ
- Happy Around! 5th LIVE「Happy×2 Around!」Specialドラマ前編（2025年、大鳴門むに[14]）

### CM
- ブシロード
  - 『カードファイト!! ヴァンガード』カード版（2019年7月）
  - 『ヴァンガード ZERO』「中華配達員」編、「プロレスコーチ」編（2020年3月）

### テレビ番組
- D4DJ Happy Around! の課外活動報告（2022年10月7日 - 、TOKYO MX、BS日テレ）

### 配信番組
- Happy Around!期間限定WEBラジオ「はぴ×２ラジオ」（2025年 -、）[15]

### 舞台
- エンテナ PLAY UNION 第8回公演「赤い糸」（2018年6月20日 - 24日、シアター風姿花伝）[16] - 助演 / 河瀬 役[1]
- アリスインプロジェクト「アリスインデッドリースクール楽園」光組（2018年8月8日 - 18日、シアターKASSAI）[17] - 巣宮春菜 役[1]
- Otona Project第十八弾 演劇ユニット爆走おとな小学生 第五回特別授業「あたしをくらえ。」team Vウィルス（ヴィーガン）（2018年10月11日 - 15日、新宿村LIVE）[18] - ペネロピ 役[1]
- DEVIL MAY CRY -THE LIVE HACKER-（2019年3月1日 - 10日、Zepp DiverCity） - エマ 役[19]
- AUBE GIRLʼS STAGE第6回公演「遥か2019」（2019年4月24日 - 28日、ポケットスクエア ザ・ポケット） - 主演・遙 役[1]
- 劇団ドリームプリンセス「スリーアウト！〜ホームラン篇〜」（2019年6月8日 - 10日・12日 - 16日、新宿村LIVE）[20] -  ♪チーム・香奈枝 役[21]
- Girls Rock Theater「DIGITAL HOMUNCULUS」（2019年8月1日 - 4日、渋谷GUILTY） - ルート 役[22]
- アサルトリリィ The Fateful Gift（2020年9月3日 - 13日、池袋・東京建物 Brillia HALL） - 初鹿野瑤 役[23]
  - アサルトリリィ Lost Memories（2022年1月20日 - 30日、サンシャイン劇場）[24]
  - アサルトリリィ ヘルヴォル 朗読劇＆ライブイベント「残響のスキャルドメール」（2024年10月20日[25]）
- 舞台「ゲゲゲの鬼太郎」（2022年7月29日 - 8月15日、明治座 / 8月19日 - 28日、梅田芸術劇場）[26]
- 朗読劇「恋と嘘」（2022年11月9日 - 12日、TIAT SKY HALL） - 一条花月 役
- 無人駅で君を待ってるvol.2（2022年12月10日 - 11日、MsmileBox渋谷）
- Project Amythos 旗揚げ公演「空の匣庭」teamEDEN（2022年12月23日 - 27日、六行会ホール）[27] - 主演・ミカエル 役[注 1]
- アドリブ舞台「月刊ガチプリ学園 #2」（2023年3月18日、ところざわサクラタウン ジャパンパビリオン ホールB）
- キミに贈る朗読会「サトラレ〜the reading〜」（2021年4月10日 - 11日、MsmileBOX 渋谷[28]）
  - キミに贈る朗読会 特別編「～約束のバレンタイン～」（2023年2月11日、MsmileBOX渋谷[29]）
  - キミに贈る朗読会 特別編御伽旅行-otogi journey-（2023年4月23日、MsmileBOX渋谷）
  - キミに贈る朗読会「藍色ノスタルジー Vol.3」（2023年8月19日 - 20日、MsmileBOX渋谷[30]）
  - キミに贈る朗読会「記憶の森とルミナストレイン」（2023年10月7日 - 8日、MsmileBOX渋谷[31]）
  - キミに贈る朗読会 「VOICEinBOX～声優さん、出番です～」 Vol.6（2023年11月23日、MsmileBOX渋谷[32]）
  - キミに贈る朗読会「ゴカンッ！」（2024年7月6日 - 7日、MsmileBOX渋谷[33]）
  - キミに贈る朗読会「ゴカンッ！」（2024年11月2日-3日、MsmileBOX渋谷[34]）

### その他
- すろむすめ-育成計画（2024年12月[35]）
- 石飛恵里花のふわふわキャンパスライフ（2024年11月12日、ゲスト[36]）
- ウマきゅん（2024年12月2日、ゲスト[37]）
- 中山競馬場 ウィナーズレディ（2024年9月-）

### イベント
- 『空の匣庭〜team EDEN〜』DVD発売記念イベント（2023年5月20日、TKJシアター）
- 三村遙佳誕生祭2023〜始まりの一歩〜（2023年10月21日、渋谷ばぐちか）
- 願景同人祭4（2024年7月14日、New Orient Landmark Hotel）

## ディスコグラフィ

### キャラクターソング
| 発売日   | 商品名                                                                                                   | 歌 | 楽曲 | 備考                                                      |
| 2020年   | 2020年                                                                                                   | 2020年 | 2020年 | 2020年                                                    |
| -------- | --- | --- | --- | --------------------------------------------------------- |
| 1月29日  | Dig Delight!                                                                                             | Happy Around! | 「Dig Delight!」 | 『D4DJ』関連曲                                            |
| 4月22日  | Direct Drive!                                                                                            | Happy Around! | 「Direct Drive!」 | 『D4DJ』関連曲                                            |
| 6月24日  | Cosmic CoaSTAR                                                                                           | Happy Around! | 「Cosmic CoaSTAR」 | 『D4DJ』関連曲                                            |
| 7月3日   | Reバース GO!                                                                                             | 鶏とナスの三ツ星シチュー                                                                                             | 「Reバース GO!」 | テレビアニメ『りばあす』エンディングテーマ                |
| 7月3日   | Reバース GO! ヴィーナス                                                                                  | 駒形豊（三村遙佳）                                                                                                   | 「Reバース GO!」 | テレビアニメ『りばあす』関連曲                            |
| 11月4日  | Happy Music♪                                                                                             | Happy Around! | 「Happy Music♪」 「君にハピあれ♪」 | 『D4DJ』関連曲                                            |
| 2021年   | | | |                                                           |
| 1月20日  | D4DJ Groovy Mix カバートラックス vol.1                                                                   | Happy Around! | 「恋愛レボリューション21」 「DAYS」 | ゲーム『D4DJ Groovy Mix』関連曲                           |
| 2月24日  | ぐるぐるDJ TURN!!                                                                                        | Happy Around! feat. KYOKO（愛美） & SAKI（紡木吏佐）                                                                 | 「ぐるぐるDJ TURN!!」 | テレビアニメ『D4DJ First Mix』オープニングテーマ          |
| 2月24日  | ぐるぐるDJ TURN!!                                                                                        | Happy Around! | 「ぐるぐるDJ TURN!!」 | テレビアニメ『D4DJ First Mix』関連曲                      |
| 2月24日  | ぐるぐるDJ TURN!!                                                                                        | D4DJ ALL STARS | 「LOVE!HUG!GROOVY!!」 | ゲーム『D4DJ Groovy Mix』主題歌                           |
| 2月24日  | WOW WAR TONIGHT〜時には起こせよムーヴメント〜                                                            | Happy Around! | 「気分上々↑↑」 | テレビアニメ『D4DJ First Mix』挿入歌                      |
| 2月24日  | 「ぐるぐるDJ TURN!!」&「WOW WAR TONIGHT〜時には起こせよムーヴメント〜」同時購入特典CD Happy Around! Ver. | Happy Around! | 「Happy Around Days」 「ぎぶみーAwesome!!!!」 「Make My Style」 | テレビアニメ『D4DJ First Mix』挿入歌                      |
| 2月24日  | 「ぐるぐるDJ TURN!!」&「WOW WAR TONIGHT〜時には起こせよムーヴメント〜」同時購入特典CD Peaky P-key Ver.   | Happy Around! | 「HONEST-happy a word-」 | テレビアニメ『D4DJ First Mix』挿入歌                      |
| 2月24日  | 「ぐるぐるDJ TURN!!」&「WOW WAR TONIGHT〜時には起こせよムーヴメント〜」同時購入特典CD Photon Maiden Ver. | Happy Around! | 「Brand New World」 | テレビアニメ『D4DJ First Mix』挿入歌                      |
| 3月17日  | SHUFFLE HEART BEAT                                                                                       | Happy Around! | 「SHUFFLE HEART BEAT」 「はぁ〜い☆FORTUNE!」 | 『D4DJ』関連曲                                            |
| 5月26日  | 舞台「アサルトリリィ League of Gardens / アサルトリリィ The Fateful Gift」 BD特典CD                      | 一柳隊、ルド女選抜、御台場選抜、相模女子選抜、ヘルヴォル、御前（佃井皆美）                                           | 「君の手を離さない」 | 舞台『アサルトリリィ The Fateful Gift』オープニングテーマ |
| 7月21日  | D4DJ Groovy Mix カバートラックス vol.2                                                                   | Happy Around! | 「ココロオドル」 「行くぜっ！怪盗少女」 | ゲーム『D4DJ Groovy Mix』関連曲                           |
| 8月28日  | なんてカラフルな世界！[D4DJ Remix]                                                                       | D4DJ ALL STARS | 「なんてカラフルな世界！[D4DJ Remix]」 | ゲーム『D4DJ Groovy Mix』関連曲                           |
| 9月8日   | Edel Lilie（Last Bullet MIX） ヘルヴォルVer.                                                             | ヘルヴォル | 「Fringed iris」 | ゲーム『アサルトリリィ Last Bullet』関連曲                |
| 9月15日  | Hey! Be Ambitious!                                                                                       | Happy Around! | 「Hey! Be Ambitious!」 「ひらけ！GO MY WAY★」 | 『D4DJ』関連曲                                            |
| 11月24日 | D4DJ 6ユニット3rd Single連動購入特典CD                                                                   | Happy Around! with KYOKO（愛美）、SAKI（紡木吏佐）、RIKA（平嶋夏海）、TSUBAKI（加藤里保菜）、MIYU（反田葉月）        | 「ぷっちみくパーチナィ！」 | テレビアニメ『ぷっちみく♪ D4DJ Petit Mix』主題歌          |
| 11月24日 | D4DJ 6ユニット3rd Single連動購入特典CD                                                                   | D4DJ ALL STARS | 「ぷっちみくパーチナィ！」 | 『D4DJ』関連曲                                            |
| 11月24日 | D4DJ 6ユニット3rd Single連動購入特典CD A ver.                                                            | Happy Around! | 「ぷっちみくパーチナィ！」 | 『D4DJ』関連曲                                            |
| 2022年   | | | |                                                           |
| 1月26日  | D4DJ Groovy Mix カバートラックス vol.3                                                                   | Happy Around! | 「めざせポケモンマスター」 「学園天国」 | ゲーム『D4DJ Groovy Mix』関連曲                           |
| 1月26日  | D4DJ Groovy Mix カバートラックス vol.3                                                                   | Happy Around! feat. 犬寄しのぶ（高木美佑）                                                                           | 「ウルトラリラックス」 | ゲーム『D4DJ Groovy Mix』関連曲                           |
| 2月9日   | Neunt Praeludium（Last Bullet MIX） ヘルヴォルver.                                                       | ヘルヴォル | 「蕾の中の奇跡」 「Resonant Hearts」 | ゲーム『アサルトリリィ Last Bullet』関連曲                |
| 2月9日   | Neunt Praeludium（Last Bullet MIX）Blu-ray付生産限定盤                                                   | アサルトリリィ Last Bullet                                                                                           | 「蕾の中の奇跡」 | ゲーム『アサルトリリィ Last Bullet』関連曲                |
| 4月27日  | D4DJ Groovy Mix カバートラックス vol.4                                                                   | Happy Around! | 「バラライカ」 「Help me, ERINNNNNN!!」 | ゲーム『D4DJ Groovy Mix』関連曲                           |
| 7月20日  | はぴあら★はぴあれ★はぴあられ A ver.                                                                      | Happy Around! | 「ラフ・ダイヤ・マジック」 「ふるふる♡ハートふる」 「パノラマリウム」 「HAPPIEST☆DREAM」 「ひらけ！GO MY WAY★ (はぴあら★はぴあれ★はぴあられ Remix)」 | 『D4DJ』関連曲                                            |
| 7月20日  | はぴあら★はぴあれ★はぴあられ B ver.                                                                      | Happy Around! | 「君にハピあれ♪ (はぴあら★はぴあれ★はぴあられ Remix)」 | 『D4DJ』関連曲                                            |
| 7月20日  | D4DJ Groovy Mix カバートラックス vol.5                                                                   | Happy Around! | 「DIVE TO WORLD」 「Daydream café」 | ゲーム『D4DJ Groovy Mix』関連曲                           |
| 7月20日  | D4DJ Groovy Mix カバートラックス vol.5                                                                   | 大鳴門むに（三村遙佳）、花巻乙和（岩田陽葵）、福島ノア（佐藤日向）、矢野緋彩（もものはるな）、春日春奈（進藤あまね） | 「五等分の気持ち」 | ゲーム『D4DJ Groovy Mix』関連曲                           |
| 8月3日   | Diverse                                                                                                  | 初鹿野瑤（三村遙佳）                                                                                                 | 「Good-bye My Rainy Days」 | ゲーム『アサルトリリィ Last Bullet』関連曲                |
| 9月11日  | きみの♡(らぶ)                                                                                            | きゅーとぴあ♡ | 「きみの♡(らぶ)」 | ゲーム『D4DJ Groovy Mix』関連曲                           |
| 10月26日 | D4DJ Groovy Mix カバートラックス vol.6                                                                   | Happy Around! | 「H-A-J-I-M-A-R-I-U-T-A-!!」 「PARTY☆NIGHT」 | ゲーム『D4DJ Groovy Mix』関連曲                           |
| 2023年   | | | |                                                           |
| 1月25日  | D4DJ Groovy Mix カバートラックス vol.7                                                                   | Happy Around! | 「R.P.G.〜Rockin' Playing Game」 「ハッピー☆マテリアル」 | ゲーム『D4DJ Groovy Mix』関連曲                           |
| 3月15日  | Around and Around                                                                                        | Happy Around! | 「Look at me♡」 | テレビアニメ『D4DJ All Mix』挿入歌                        |
| 5月17日  | シンガロング、プリーズ！                                                                                 | Happy Around! | 「シンガロング、プリーズ！」 「Merry-Go-Around!♡」 | 『D4DJ』関連曲                                            |
| 7月12日  | D4DJ Groovy Mix カバートラックス vol.8                                                                   | Happy Around! | 「ヒャダインのじょーじょーゆーじょー」 「Sparkling Daydream」 | ゲーム『D4DJ Groovy Mix』関連曲                           |
| 10月4日  | ビッグでバンなアラウンド！                                                                               | Happy Around! | 「アトモスフィアラウンド」 「TRANCE TOURS」 「Cosmic CoaSTAR（ビッグでバンなアラウンド！ Remix）」 「Happy Music♪（Hello World Remix）」 | 『D4DJ』関連曲                                            |
| 12月20日 | D4DJ EXCLUSIVE TRACKS                                                                                    | Happy Around! | 「ぎぶみーAwesome!!!!（ver. 2023）」 「Make My Style（ver. 2023）」 「Brand New World（ver. 2023）」 | テレビアニメ『D4DJ First Mix』関連曲                      |
| 12月20日 | D4DJ EXCLUSIVE TRACKS                                                                                    | Happy Around!×Peaky P-key                                                                                            | 「Peaky Around!!」 | テレビアニメ『D4DJ All Mix』挿入歌                        |
| 12月20日 | D4DJ EXCLUSIVE TRACKS                                                                                    | D4DJ ALL STARS | 「LOVE!HUG!GROOVY!! +nova」 | ゲーム『D4DJ Groovy Mix』関連曲                           |
| 2024年   | | | |                                                           |
| 2月7日   | 運命のトリニティ                                                                                         | ヘルヴォル&クエレブレ                                                                                                | 「REFLECTIONS」 | ゲーム『アサルトリリィ Last Bullet』関連曲                |
| 2月7日   | 運命のトリニティ                                                                                         | ヘルヴォル | 「REFLECTIONS（ヘルヴォルver.）」 | ゲーム『アサルトリリィ Last Bullet』関連曲                |
| 2月28日  | アバンチューールなサマーデーーイズ                                                                       | Happy Around! | 「アバンチューールなサマーデーーイズ」 「モアドキッ」 | ゲーム『D4DJ Groovy Mix』関連曲                           |
| 4月24日  | D4DJ Groovy Mix カバートラックス vol.9                                                                   | Happy Around! | 「エクストラ・マジック・アワー」 「ヒトリゴト」 | ゲーム『D4DJ Groovy Mix』関連曲                           |
| 5月22日  | D4DJ XROSS∞BEAT                                                                                          | Happy Around!×Lyrical Lily                                                                                           | 「世界の夜明けと半熟ワンダーランド」 | ゲーム『D4DJ Groovy Mix』関連曲                           |
| 5月22日  | D4DJ XROSS∞BEAT                                                                                          | Happy Around!×UniChØrd                                                                                               | 「バイタルサイン」 | ゲーム『D4DJ Groovy Mix』関連曲                           |
| 12月25日 | Are you Happy? I'm Happy!                                                                                | Happy Around! | 「Dig Delight!（ver. 2024）」 「Direct Drive!（ver. 2024）」 「Happy Music♪（ver. 2024）」 「ぐるぐるDJ TURN!!（ver. 2024）」 「Happy Around Days（ver. 2024）」 「HONEST-happy a word-（ver. 2024）」 「Summer Wonder（ver. 2024）」 「パノラマリウム（ver. 2024）」 「HAPPIEST☆DREAM（ver. 2024）」 「仲良しのシリウス」 「カレーライスが大好き♡」 「君にハピあれ♪（ver. 2024）」 「Cosmic CoaSTAR（ver. 2024）」 「Feelin' Good-Day!!」 「Happy Melty Party」 「正解はひとつ!じゃない!!（Cover ver. 2024）」 | 『D4DJ』関連曲                                            |
| 12月25日 | Are you Happy? I'm Happy!                                                                                | 大鳴門むに（三村遙佳）                                                                                               | 「たぶん」 | 『D4DJ』関連曲                                            |
| 2025年   | | | |                                                           |
| 2月5日   | 4 un Voyage                                                                                              | きゅーとぴあ♡ | 「ハッピー・ハッピー・フレンズ」 「可愛くてごめん」 | ゲーム『D4DJ Groovy Mix』関連曲                           |
| 3月5日   | SUPERSTAR                                                                                                | Happy Around!・Peaky P-key・Photon Maiden・Merm4id・燐舞曲・Lyrical Lily・UniChØrd                                   | 「SUPERSTAR」 | ゲーム『D4DJ Groovy Mix』関連曲                           |
| 3月5日   | D4DJ Groovy Mix カバートラックス Extra Edition Happy Around!                                             | Happy Around! | 「Yes! BanG_Dream!」 「熱風海陸ブシロード 〜熱き咆哮〜」 | ゲーム『D4DJ Groovy Mix』関連曲                           |

## ライブ
| 公演日              | タイトル                                      | 会場                            |
| ------------------- | --------------------------------------------- | ------------------------------- |
| 2019年4月5日        | ブシロード DJ LIVE vol.2                      | STUDIO COAST                    |
| 2019年7月20日・21日 | D4DJ 1st LIVE                                 | 幕張メッセ                      |
| 2019年10月14日      | D4DJ 2nd LIVE -Day Party- / -Nonstop Night-   | 品川プリンスホテル ステラボール |
| 2020年1月31日       | D4DJ D4 FES. -Departure-                      | TOKYO DOME CITY HALL            |
| 2022年11月13日      | ブシロード15周年記念ライブ                    | ベルーナドーム                  |
| 2023年3月5日        | Happy Around!4th LIVE 『Happy Presentation!』 | Zeep haneda                     |

## 映像作品

### イメージビデオ
- ちんはるわーるど（2023年1月14日、イーネット・フロンティア）[38]

### ユニット活動
- Happy Around!1st LIVE みんなにハピあれ♪〈2枚組〉（2021年）
- ブシロード15周年記念ライブ in ベルーナドーム / ミルキィホームズのサタデーナイトトークライブ Blu-ray（2023年）[39]
- Happy Around! Concept CD「ビッグでバンなアラウンド！」特典Blu-ray Happy Around!4th LIVE Happy presentation（2023年）
- Happy Around!5th Single「アバンチューールなサマーデーーイズ」特典Blu-ray 「TWO RHYTHM☆TOURISM」昼公演（2024年）[40]

### シリーズ一覧
1. ↑  第1期『First Mix』（2020年 - 2021年）、特別編『Double Mix』（2022年）、第2期『All Mix』（2023年）

### ユニットメンバー
1. 1 2 3 4 5 6 7 8 9 10 11 12 13 14 15  愛本りんく（西尾夕香）、明石真秀（各務華梨）、大鳴門むに（三村遙佳）、渡月麗（志崎樺音）
2. ↑  東山有（西尾夕香）、若宮千春（西本りみ）、美濃周子（進藤あまね）、猫ヶ洞青（成海瑠奈）、春日井梢（佐伯伊織）、岡崎育未（尾崎由香）、藤堂圭（小山百代）、愛染京（遠野ひかる）、桜木雪（岩田陽葵）、鳥越樹里（大塚紗英）、駒形豊（三村遙佳）、寿沙希（葉月ひまり）
3. 1 2 3  愛本りんく（西尾夕香）、明石真秀（各務華梨）、大鳴門むに（三村遙佳）、渡月麗（志崎樺音）、山手響子（愛美）、犬寄しのぶ（高木美佑）、笹子・ジェニファー・由香（小泉萌香）、清水絵空（倉知玲鳳）、出雲咲姫（紡木吏佐）、新島衣舞紀（前島亜美）、花巻乙和（岩田陽葵）、福島ノア（佐藤日向）、瀬戸リカ（平嶋夏海）、水島茉莉花（岡田夢以）、日高さおり（葉月ひまり）、松山ダリア（根岸愛）、青柳椿（加藤里保菜）、月見山渚（大塚紗英）、矢野緋彩（もものはるな）、三宅葵依（つんこ）、桜田美夢（反田葉月）、春日春奈（進藤あまね）、白鳥胡桃（深川瑠華）、竹下みいこ（渡瀬結月）
4. ↑  一柳梨璃（赤尾ひかる）、白井夢結（夏吉ゆうこ）、楓・J・ヌーベル（井澤美香子）、二川二水（西本りみ）、安藤鶴紗（紡木吏佐）、吉村・Thi・梅（岩田陽葵）、郭神琳（星守紗凪）、王雨嘉（遠野ひかる）、ミリアム・ヒルデガルド・v・グロピウス（高橋花林）
5. ↑  戸田・エウラリア・琴陽（田上真里奈）、福山・ジャンヌ・幸恵（中村裕香里）、岸本・ルチア・来夢（宮瀬玲奈）、黒木・フランシスカ・百合亜（梅原サエリ）、長谷川・ガブリエラ・つぐみ（長橋有沙）
6. ↑  川村楪（あわつまい）、船田初（西葉瑞希）、船田純（石井陽菜）
7. ↑  石川葵（広沢麻衣）
8. 1 2 3 4 5  相澤一葉（藤井彩加）、佐々木藍（夏目愛海）、飯島恋花（石飛恵里花）、初鹿野瑤（三村遙佳）、芹沢千香瑠（野中深愛）
9. ↑  一柳梨璃（赤尾ひかる）、白井夢結（夏吉ゆうこ）、楓・J・ヌーベル（井澤美香子）、二川二水（西本りみ）、安藤鶴紗（紡木吏佐）、吉村・Thi・梅（岩田陽葵）、郭神琳（星守紗凪）、王雨嘉（遠野ひかる）、ミリアム・ヒルデガルド・v・グロピウス（高橋花林）、相澤一葉（藤井彩加）、佐々木藍（夏目愛海）、飯島恋花（石飛恵里花）、初鹿野瑤（三村遙佳）、芹沢千香瑠（野中深愛）、今叶星（前田佳織里）、宮川高嶺（礒部花凜）、土岐紅巴（東城咲耶子）、丹羽灯莉（進藤あまね）、定盛姫歌（富田美憂）
10. 1 2  大鳴門むに（三村遙佳）、出雲咲姫（紡木吏佐）、福島ノア（佐藤日向）、白鳥胡桃（深川瑠華）
11. 1 2 3 4 5 6 7 8  愛本りんく（西尾夕香）、明石真秀（各務華梨）、大鳴門むに（三村遙佳）、渡月麗（入江麻衣子）
12. 1 2  山手響子（愛美）、犬寄しのぶ（高木美佑）、笹子・ジェニファー・由香（小泉萌香）、清水絵空（倉知玲鳳）
13. ↑  愛本りんく（西尾夕香）、明石真秀（各務華梨）、大鳴門むに（三村遙佳）、渡月麗（入江麻衣子）、山手響子（愛美）、犬寄しのぶ（高木美佑）、笹子・ジェニファー・由香（小泉萌香）、清水絵空（倉知玲鳳）、出雲咲姫（紡木吏佐）、新島衣舞紀（七木奏音）、花巻乙和（岩田陽葵）、福島ノア（佐藤日向）、瀬戸リカ（平嶋夏海）、水島茉莉花（岡田夢以）、日高さおり（葉月ひまり）、松山ダリア（根岸愛）、青柳椿（加藤里保菜）、月見山渚（大塚紗英）、矢野緋彩（もものはるな）、三宅葵依（つんこ）、桜田美夢（反田葉月）、春日春奈（進藤あまね）、白鳥胡桃（深川瑠華）、竹下みいこ（渡瀬結月）、海原ミチル（小岩井ことり）、一星ルミナ（高橋花林）、四ノ宮心愛（由良朱合）、天堂はやて（天麻ゆうき）、ネオ（May'n）、ソフィア（相坂優歌）、エルシィ（鷲見友美ジェナ）、ヴェロニカ（山田美鈴）
14. ↑  松村優珂（集貝はな）、牧野美岳（河瀬茉希）、賀川蒔菜（木野日菜）、森本結爾（指出毬亜）
15. 1 2  桜田美夢（反田葉月）、春日春奈（進藤あまね）、白鳥胡桃（深川瑠華）、竹下みいこ（渡瀬結月）
16. 1 2  海原ミチル（小岩井ことり）、一星ルミナ（高橋花林）、四ノ宮心愛（由良朱合）、天堂はやて（天麻ゆうき）
17. ↑  出雲咲姫（紡木吏佐）、新島衣舞紀（七木奏音）、花巻乙和（岩田陽葵）、福島ノア（佐藤日向）
18. ↑  瀬戸リカ（平嶋夏海）、水島茉莉花（岡田夢以）、日高さおり（葉月ひまり）、松山ダリア（根岸愛）
19. ↑  青柳椿（加藤里保菜）、月見山渚（大塚紗英）、矢野緋彩（もものはるな）、三宅葵依（つんこ）